# Куцокрил бурий
Куцокри́л бурий (Locustella luteoventris) — вид горобцеподібних птахів родини кобилочкових (Locustellidae). Мешкає в Гімалаях і Південно-Східній Азії.

## Опис
Довжина птаха становить 13,5 см. Верхня частина тіла, боки, груди і шия рудувато-коричневі, решта нижньої частини тіла біла. Над очима рудувато-охристі "брови". Плями на хвості, горлі і грудях відсутні. Дзьоб зверху чорний, знизу блідо-рожевий.

## Поширення і екологія
Бурі куцокрили мешкають в східному Непалі, Сіккімі, Бутані, Північно-Східній Індії, М'янмі, Таїланді, Південному Китаї, північному Лаосі і північному В'єтнамі, трапляються в Бангладеш. Вони живуть на гірських схилах, порослих густою травою і чагарниками, на висоті від 2200 до 3300 м над рівнем моря. Взимку мігрують в долини. Живляться комахами.